# DAGR

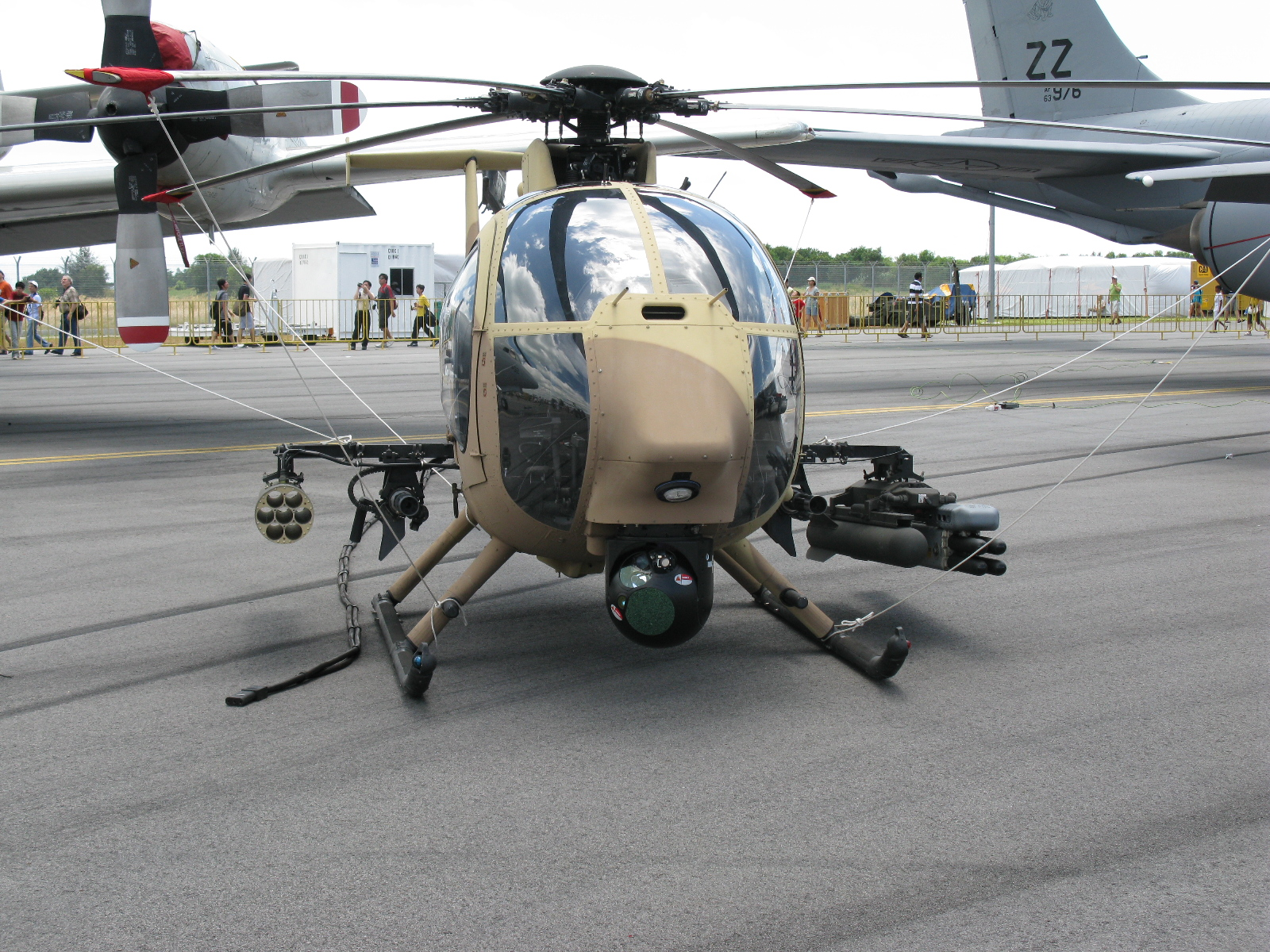
무장한 보잉 AH-6 리틀 버드. 왼쪽부터 M261 히드라 70 7발 로켓포 포드, 7.62mm M134 미니건, 헬파이어 미사일 1발, DAGR 레이저 유도 로켓 4발

DAGR은 미국 록히드 마틴이 개발한 70 mm 레이저 유도 로켓이다.

## 역사
대거는 기존의 무유도 70 mm 로켓인 히드라 70에 레이저 유도 기능을 넣었다. 기존의 헬기에 장착된 M299 헬파이어 미사일 장착대를 그대로 사용하며, 헬파이어 미사일 1개를 대신해 대거 로켓 4발을 장착할 수 있다. 대거(DAGR)는 영어로 dagger(단도, 단검)와 발음이 같다. APKWS와 로거는 M299 헬파이어 미사일 장착대를 그대로 사용하지 않는다. DAGR는 레이저 유도 방식이어서, 발사 전 락온 기능을 제공하는데, 기존의 헬기에 장착된 히드라 70 발사대를 통해서는 락온을 할 수가 없다.

## 같이 보기
- APKWS - 사거리 8 km, 무게 6 kg, 레이저 유도, BAE 시스템스, 1천만원, 히드라 70 개량
- 로거 - 사거리 8 km, 무게 6 kg, 적외선 유도, 대한민국, 수천만원, 히드라 70 개량